# Sami Keinänen
Sami Keinänen, pseudonim G-Stealer (ur. 23 listopada 1973 w Rovaniemi) – fiński muzyk, były gitarzysta basowy zespołu Lordi.
Używał wcześniej pseudonimu Gene Replacer, ale zmienił go, ponieważ był podobny do Gene Simmonsa. Grał na basie w zespole od 1996 do 1999. Zastąpił go Magnum. Grał w Lordi, kiedy jeszcze nie było perkusisty. Razem z zespołem nagrał płytę Bend Over and Pray the Lord, jednak po nagraniu okazało się, że wytwórnia nie może jej wydać. Płyta została wydana w 2012 roku.